# Brand-Laaben
Brand-Laaben är en kommun  i Österrike. Den ligger i distriktet Sankt Pölten-Land i förbundslandet Niederösterreich. Huvudorten Laaben ligger 40 kilometer väster om huvudstaden Wien.
Kommunen består av nio orter (Ortschaften) (inom parentes invånarantal 1 januari 2024):

- Brand (111)
- Eck (83)
- Gern (86)
- Gföhl (13)
- Klamm (210)
- Laaben (508)
- Pyrath (68)
- Stollberg (90)
- Wöllersdorf (89)